# ナフシリン
ナフシリン(Nafcillin)は、狭スペクトルのペニシリン系β-ラクタム系抗生物質である。β-ラクタマーゼ耐性を持ち、グラム陽性菌、特に他のペニシリン系抗生物質に抗生物質耐性を持つブドウ球菌の感染に対する治療に用いられる。
治療効果的には、オキサシリンと等価であると考えられるが、安全性プロファイルはいくらか異なる。

## 適応
適応症は、メチシリン耐性黄色ブドウ球菌を除くブドウ球菌の感染である。アメリカ合衆国の診療ガイドラインでは、人工心臓弁を用いていないブドウ球菌による心内膜炎患者に対して、ナフシリンまたはオキサシリンを第一の選択肢とするように勧めている。

## 副作用
全ての患者に対して、生命に関わるようなアレルギー反応が起こりうる。
その他の中程度の副作用には、低カリウム血症、吐き気、下痢、腹痛、カンジダ症、無顆粒球症、好中球減少症等がある。

## 相互作用
ナフシリンがシトクロムP450を誘導することを示す証拠がある。
また、媒質として多くの塩を含むため、浮腫が生じることがある。鬱血性心不全や腎臓病の懸念がある場合は、使用を避けるのが賢明である。